# حادثه ژانویه ۲۰۱۵ مزارع شبعا
رویداد ژانویه ۲۰۱۵ مزارع شبعا، به حمله موشکی شبه نظامیان حزب‌الله لبنان به یک کاروان نظامی اسرائیل اشاره می‌کند، که به مرگ حداقل دو سرباز اسرائیلی منجر شد. همچنین یک صلح‌بان اسپانیایی نیز در این منطقه کشته شد؛ گرچه علت مرگ این صلح‌بان هنوز مشخص نشده‌است. بر طبق اظهارات مقامات حزب‌الله لبنان این حمله توسط گردان شهدای قنیطره و در پاسخ به حمله ژانویه ۲۰۱۵ مزرعه الامل اسرائیل صورت گرفته‌است. ارتش اسرائیل تأیید کرد که بر اثر این حمله، هفت سرباز اسرائیلی نیز زخمی شده‌اند.منابع ایرانی و عربی تعداد تلفات اسرائیل را ۱۷ تن برآورد کرده‌اند.

## پیش زمینه
در جریان جنگ داخلی سوریه، حزب‌الله لبنان حضور خود در جنوب سوریه را افزایش داد. اسرائیل قبلاً در طول جنگ داخلی سوریه حملات هوایی متعددی را علیه اهدافی در جنوب سوریه اجرا کرده بود. حسن نصرالله هشدار داده بود که حملات احتمالی اسرائیل در داخل سوریه تاوان خواهد داشت.
در ۱۸ ژانویه ۲۰۱۵، یک حمله هوایی علیه یک کاروان در مزارع الامل در محدوده قنیطره سوریه نزدیک بلندی‌های جولان (هضبة الجولان) صورت گرفت که موجب کشته شدن ۶ شبه نظامی شامل دو عضو بلندپایه و ژنرال سرتیپ سپاه پاسداران انقلاب اسلامی ایران، محمدعلی الله‌دادی شد. حزب‌الله لبنان و سپاه اسرائیل را مسئول دانسته و تهدید به مقابله به مثل کردند. در میان سکوت مقامات اسرائیلی، آشفتگی ای از توضیحات مقامات ناشناس و بی نام اسرائیلی ادعاهای متناقض و متضاد ایجاد کرد. یکی از این ادعاها می‌گفت که اسرائیل باور داشت که فقط در حال حمله به شبه نظامیان رده پایین حزب‌الله است که قصد حمله به دیوار مرزی اسرائیل را داشته‌اند. طبق گزارش‌ها یک مقام اسرائیلی به صورت ناشناس عذرخواهی کرد.
در ۲۷ ژانویه حداقل دو موشک از داخل خاک سوریه شلیک شد و مناطق اشغال شده توسط اسرائیل در ارتفاعات جولان را هدف قرار داد و اسرائیل با ۲۰ آتش توپخانه و حملات هوایی به موقعیت‌های توپخانه‌ای ارتش سوریه به آن پاسخ داد. یک افسر نیروی دفاعی ارتش اسرائیل حزب‌الله را مقصر دانست.

## حمله
در ۲۸ ژانویه ۲۰۱۵ ساعت ۱۱:۲۵ صبح به وقت محلی (یوتی‌سی ۲:۰۰+)، در منطقه مزارع شبعا نزدیک مرز لبنان که تحت اشغال اسرائیل است، یک واحد نظامی حزب‌الله، گروه «مجموعة شهداء القنیطرة» (اشاره به حمله قنیطره) متشکل از ۵ شبه نظامی دو خودرو از یک کاروان نظامی اسرائیلی از گردان ساور تیپ گیوتی را با موشک‌های ضد تانک (احتمالاً ۹ ام۱۳۳ کورنت) هدف قرار دادند. حزب‌الله بلافاصله بیانه‌ای کوتاه منتشر کرد و مسئولیت حمله را به عهده گرفت. یک سخنگوی ارتش لبنان گفت که موشک از خاک لبنان پرتاب نشده بود.
دو ساعت پس از حمله آغازین، اسرائیل حداقل ۵۰ آتش توپخانه‌ای را در مزارع شبعا و تپه‌های اطراف و روستاهای مرز جنوب لبنان اجرا کرد، و هواپیماهای نظامی اسرائیلی روی منطقه حملات ساختگی بمباران هوایی را اجرا کردند. حزب‌الله در پاسخ، در منطقه کوه داو نزدیک مرز شمالی از خمپاره در برابر موقعیت‌های اسرائیلی استفاده کرد.
سخنگوی یونیفل، آندریا تنتی گفت فرمانده آن نیروها از تمام گروه‌ها و احزاب خواسته است تا برای جلوگیری از افزایش هر گونه تنش در منطقه، خودداری پیشه نمایند. پس از درخواست خودداری که حدود ساعت ۲ بعد از ظهر اعلام شد، دیگر هیچ صدای انفجاری شنیده نشد. اگرچه هواپیماهای نظامی اسرائیلی همچنان منطقه را پوشش دادند.

## واکنش‌ها
- اسرائیل- نخست وزیر بنیامین نتانیاهو، ایران را مسئول حمله دانست و گفت: «در برخی زمان‌ها، ایران از طریق حزب‌الله لبنان سعی داشت تا جبهه جدیدی علیه ما در ارتفاعات جولان آغاز کند. ما قاطعانه حرف می‌زنیم و پاسخ این اقدام را خواهیم داد.» او اضافه کرد: «کسانی که پشت حادثه امروز بودند، تاوان سختی خواهند داد.»[۲۲]
- ایالات متحده آمریکا حمله حزب‌الله لبنان را «قویاً محکوم» کرد و آن را «تخلف پر سروصدا قطعنامه ۱۷۰۱ شورای امنیت» نامید. سخنگوی وزارت امورخارجه، جن ساکی گفت: «ما از حق مشروع اسرائیل برای دفاع از خود حمایت می‌کنیم.»[۲۲]
- اتحادیه اروپا از حزب‌الله و دیگر گروه‌ها خواست تا از حمله به اسرائیل در مرز شمال کشورش اجتناب ورزند و هشدار داد که این خشونت‌ها، تهدیدی برای شکستن آتش‌بس ۲۰۰۶ اسرائیل و لبنان است. فدریکا موگرینی، رئیس وقت سیاست خارجی اتحادیه اروپا گفت: «تهدید بر روی اسرائیل در مرز شمالی، باید متوقف شود.»[۲۳]
- اسپانیا - نخست وزیر ماریانو راجوی بری مرگ صلح‌بان را تأیید کرد و در پیام توئیتری، با خانواده قربانی، ابراز همدردی کرد.[۲۱]
- لبنان - در بیانیه وزارت امور خارجه لبنان آمده است که کشورش به قطعنامه ۱۷۰۱ شورای امنیت پای‌بند است و معتقد است که حمله حزب‌الله، ناقض قراداد ۲۰۰۶ به حساب نمی‌آید، چرا که منطقه درگیری (مزارع شبعا) جزئی از خاک لبنان است که توسط اسرائیل، اشغال گردیده است.[۲۱]
- سازمان ملل متحد
  - یونیفل - فرمانده یونیفل، ژنرال لوسیانو پورتولانو، از تمام جناح‌ها، «حداکثر خویشتن‌داری» را خواست تا از شدت‌گیری نزاع در مرز لبنان-اسرائیل، جلوگیری شود.[۲۴]